# Gare de Limersheim
Gare de Limersheim vasútállomás Franciaországban, Limersheim településen.

## Vasútvonalak
Az állomást az alábbi vasútvonalak érintik:
- Strasbourg–Bázel-vasútvonal

## Kapcsolódó állomások
A vasútállomáshoz az alábbi állomások vannak a legközelebb:
- Gare d’Erstein (Gare de Sélestat)
- Gare de Fegersheim - Lipsheim (Gare de Saverne)